# Mehmet Shehu
Mehmet Shehu, né le 10 janvier 1913 à Çorrush et mort exécuté le 18 décembre 1981 à Tirana, est un général et homme politique albanais, Premier ministre de la République populaire socialiste d'Albanie de 1954 à 1981. Mehmet Shehu est le bras droit du dirigeant communiste albanais Enver Hoxha.
En 1938, il rejoint les Brigades internationales en Espagne et combat en tant qu'officier dans le 4e bataillon des brigades Garibaldi. Il rejoint la France après la victoire de Franco et y est interné de 1939 à 1942. Il est remis par le régime de Vichy aux autorités royales albanaises mais parvient à s'échapper et rejoint la résistance communiste. Commandant de la 1re brigade de l'Armée de Libération Nationale à partir de 1943, Mehmet Shehu organise la libération de Tirana le 8 novembre 1944.
Mehmet Shehu a partagé le pouvoir avec Enver Hoxha à partir de la fin de la Seconde Guerre mondiale, en qualité de président du Conseil des ministres. Il est retrouvé mort le 18 décembre 1981, vraisemblablement assassiné sur ordre d'Enver Hoxha avec lequel il avait des désaccords politiques de plus en plus prononcés, en particulier sur l'isolationnisme du régime. Sa mort est officiellement considérée comme un suicide.

## Biographie
Formé à l’Académie militaire de Naples, en Italie, dans les années 1930, il combat au sein des Brigades internationales (Brigade Garibaldi) pendant la guerre d'Espagne, de 1937 à 1939. Il est interné en France de 1939 à 1942 puis rentre en Albanie.
En 1943-44, il commande la Première Brigade de Partisans, formée par l'équipe du SOE des Mousquetaires (The Muskeeters), constituée du lieutenant-colonel Neil McLean, du commandant David Smiley et du capitaine Julian Amery.
Cette unité conduit la reconquête du pays par le nord à l'automne 1944. Surnommé « Le Boucher », Shehu fait exécuter la plupart des chefs tribaux albanais du nord du pays.
Chef d’état-major de l’armée de 1945 à 1948, ministre de l'Intérieur et chef des services de renseignement albanais de 1948 à 1954 puis Premier ministre de la République populaire d’Albanie du 23 juillet 1954 au 8 décembre 1981, succédant à Enver Hoxha qui occupait ce poste depuis le 1er janvier 1946.
Formé par le NKVD après la guerre, il continue à collaborer étroitement avec l'agent du NKVD en poste à Tirana jusqu'à la rupture de l'Albanie avec l'Union soviétique, ce qui lui permet de contrer efficacement les opérations d'infiltrations britanniques et américaines tentées de 1949 à 1953.
Bras droit d'Enver Hoxha, il prépare l’alliance sino-albanaise et la rupture avec l'URSS, effective en décembre 1961.
Opposant à la politique isolationniste de Hoxha, il est retrouvé mort dans sa chambre le 17 décembre 1981, une balle dans la tête et une dans le dos, les deux bras sous les couvertures, le pistolet bien en évidence à droite du corps : une exécution à peine dissimulée de la part du Sigurimi, la police secrète d'une fidélité sans faille à Enver Hoxha. Accusé d’être « un agent des services secrets américains, soviétiques, yougoslaves, anglais et italiens », il est enterré dans une fosse commune près de Tirana.
Mehmet Shehu est le père de l'écrivain Bashkim Shehu. En 1993, le corps de Mehmet Shehu sera inhumé dignement à Tirana, mais avec une quasi indifférence de la population, trop préoccupée de la sortie du pays du communisme et de son avenir.